# José Luis Martínez
José Luis Martínez Bazan (Cerro, 1942. február 11. – 2015. július 21.) uruguayi nemzetközi labdarúgó-játékvezető.

## Pályafutása

### Nemzeti játékvezetés
A küldési gyakorlat szerint rendszeres partbírói tevékenységet is végzett. 1973-ban lett az I. Liga játékvezetője. A nemzeti játékvezetéstől 1990-ben vonult vissza.

### Nemzetközi játékvezetés
Az Uruguayi labdarúgó-szövetség Játékvezető Bizottsága (JB) terjesztette fel nemzetközi játékvezetőnek, a Nemzetközi Labdarúgó-szövetség (FIFA) 1975-től tartotta nyilván bírói keretében. A FIFA JB központi nyelvei közül a spanyolt beszéli. Több nemzetek közötti válogatott és klubmérkőzést vezetett, vagy működő társának partbíróként segített. Az uruguayi nemzetközi játékvezetők rangsorában, a világbajnokság sorrendjében többedmagával a 2. helyet foglalja el 5 találkozó szolgálatával. A nemzetközi játékvezetéstől 1990-ben köszönt el.

#### Labdarúgó-világbajnokság
A világbajnoki döntőhöz vezető úton Argentínába a XI., az 1978-as labdarúgó-világbajnokságra és Mexikóba a XIII., az 1986-os labdarúgó-világbajnokságra a FIFA JB játékvezetőként alkalmazta. Selejtező mérkőzéseket a CONMEBOL valamint az AFC/OFC zónákban vezetett. A FIFA JB elvárása szerint, ha nem vezetett, akkor partbíróként tevékenykedett. 1986-ban két csoportmérkőzés közül az egyiken, illetve az egyik nyolcaddöntőn egyes számú besorolást kapott, játékvezetői sérülés esetén továbbvezethette volna a találkozót. Világbajnokságon vezetett mérkőzéseinek száma: 1 + 3 (partbíró).

##### 1978-as labdarúgó-világbajnokság

###### Selejtező mérkőzés
| Időpont          | Helyszín                   | Mérkőzés típusa     | Mérkőzés         | Eredmény | Nézők száma |
| ---------------- | -------------------------- | ------------------- | ---------------- | -------- | ----------- |
| 1977. október 2. | Központi Stadion, Hongkong | (AFC/OFC) zónadöntő | Hong Kong–Kuvait | 1 : 3    |             |

##### 1986-os labdarúgó-világbajnokság

###### Selejtező mérkőzés
| Időpont           | Helyszín                         | Mérkőzés típusa           | Mérkőzés          | Eredmény | Nézők száma |
| ----------------- | -------------------------------- | ------------------------- | ----------------- | -------- | ----------- |
| 1985. június 23.  | Maracanã Stadion, Rio de Janeiro | előselejtező (3. csoport) | Brazília–Paraguay | 1 : 1    | 139 923     |
| 1985. október 27. | Nemzeti Stadion, Santiago        | osztályozó döntő          | Chile–Peru        | 4 : 2    | 40 340      |

###### Világbajnoki mérkőzés
| Időpont         | Helyszín                         | Mérkőzés típusa              | Mérkőzés              | Eredmény | Nézők száma |
| --------------- | -------------------------------- | ---------------------------- | --------------------- | -------- | ----------- |
| 1986. június 2. | Universitario Stadion, Monterrey | csoportmérkőzés (F. csoport) | Marokkó–Lengyelország | 0 : 0    | 19 000      |

---

##### U20-as labdarúgó-világbajnokság
Ausztráliában a 3., az 1981-es ifjúsági labdarúgó-világbajnokságot, Mexikóban a 4., az 1983-as ifjúsági labdarúgó-világbajnokságot rendezték, ahol a FIFA JB játékvezetői szolgálattal bízta meg.

###### 1981-es ifjúsági labdarúgó-világbajnokság
| Időpont           | Helyszín                      | Mérkőzés típusa              | Mérkőzés             | Eredmény | Nézők száma |
| ----------------- | ----------------------------- | ---------------------------- | -------------------- | -------- | ----------- |
| 1981. október 6.  | Hindmarsh Stadion, Adelaide   | csoportmérkőzés (C. csoport) | Mexikó–Spanyolország | 1 : 1    | 14 120      |
| 1981. október 11. | Sports Ground Stadion, Sydney | egyik negyeddöntő            | Anglia–Egyiptom      | 4 : 2    | 8 293       |

###### 1983-as ifjúsági labdarúgó-világbajnokság
| Időpont          | Helyszín                       | Mérkőzés típusa              | Mérkőzés                | Eredmény | Nézők száma |
| ---------------- | ------------------------------ | ---------------------------- | ----------------------- | -------- | ----------- |
| 1983. június 6.  | Tecnológico Stadion, Monterrey | csoportmérkőzés (D. csoport) | Hollandia–Szovjetunió   | 3 : 2    | 27 136      |
| 1983. június 15. | Azteca Stadion, Mexikóváros    | egyik elődöntő               | Lengyelország–Argentína | 0 : 1    | 39 896      |

#### Copa América
Paraguay volt a házigazdája az 1983-as Copa América labdarúgó tornának, ahol a CONMEBOL JB bíróként foglalkoztatta.

##### 1983-as Copa América

###### Copa América mérkőzés
| Időpont             | Helyszín              | Mérkőzés típusa              | Mérkőzés      | Eredmény | Nézők száma |
| ------------------- | --------------------- | ---------------------------- | ------------- | -------- | ----------- |
| 1983. augusztus 17. | Nemzeti Stadion, Lima | csoportmérkőzés (C. csoport) | Peru–Kolumbia | 1 : 0    | 30 000      |

#### Nemzetközi kupamérkőzések
Vezetett kupadöntők száma: 3.

##### Interkontinentális kupa
| Időpont            | Helyszín               | Mérkőzés típusa | Mérkőzés                           | Eredmény | Nézők száma |
| ------------------ | ---------------------- | --------------- | ---------------------------------- | -------- | ----------- |
| 1986. december 14. | Nemzeti Stadion, Tokió | döntő           | CA River Plate–FC Steaua București | 1 : 0    | 62 000      |

##### Copa Libertadores
A Dél-amerikai Labdarúgó-szövetség (CONMEBOL) JB szakmai felkészültségének elismeréseként megbízta a döntő találkozó koordinálásával.
| Időpont          | Helyszín                  | Mérkőzés típusa      | Mérkőzés                        | Eredmény |
| ---------------- | ------------------------- | -------------------- | ------------------------------- | -------- |
| 1975. június 18. | Nemzeti Stadion, Santiago | döntő első találkozó | Unión Española–CA Independiente | 1 : 0    |